# یواس‌اس کری (ای‌تی‌اف-۸۴)
یواس‌اس کری (ای‌تی‌اف-۸۴) (به انگلیسی: USS Cree (ATF-84)) یک کشتی بود که طول آن ۲۰۵ فوت (۶۲ متر) بود. این کشتی در سال ۱۹۴۲ ساخته شد.